# Bill Hougland
William Marion Hougland dit Bill Hougland, né le 20 juin 1930 à Caldwell (Kansas) et mort le 6 mars 2017 à Lawrence (Kansas), est un joueur américain de basket-ball. Il évoluait au poste d'ailier.

## Palmarès
- Champion olympique 1952
- Champion olympique 1956